# Pine Pass
Pine Pass är ett bergspass i Kanada.   Det ligger i provinsen British Columbia, i den centrala delen av landet, 3 400 km väster om huvudstaden Ottawa. Pine Pass ligger 912 meter över havet.
Terrängen runt Pine Pass är kuperad åt nordväst, men åt sydost är den bergig. Pine Pass ligger nere i en dal. Trakten runt Pine Pass är nära nog obefolkad, med mindre än två invånare per kvadratkilometer..
Trakten runt Pine Pass består i huvudsak av gräsmarker.